# 徳島県道304号木地屋赤松線
徳島県道304号木地屋赤松線（とくしまけんどう304ごう きじやあかまつせん）は、徳島県美馬郡つるぎ町を通る一般県道である。

## 概要
美馬郡つるぎ町一宇から国道438号交点に至る。路線としては国道438号と山間の集落を結ぶ行き止まり県道のかたちであるが、終点から林道と接続しており、林道・つるぎ町道経由で徳島県道258号小谷西端山線に接続して旧半田町方面へと抜けることができる。

### 路線データ
- 起点：美馬郡つるぎ町一宇
- 終点：美馬郡つるぎ町一宇（国道438号交点）
- 総延長：8.742 km[1]

## 歴史
- 1975年（昭和50年）7月1日 - 認定。

## 地理

### 通過する自治体
- 徳島県
  - 美馬郡つるぎ町

### 交差する道路
| 交差する道路 | 交差する場所 | 交差する場所 |
| ------------ | ------------ | ------------ |
| 国道438号    | 一宇         | 終点         |

### 沿線
- 片川
- 貞光川
- つるぎ町役場 一宇支所